# Mas Ferran
El Mas Ferran és una masia de Maçanes (Selva) inclosa a l'Inventari del Patrimoni Arquitectònic de Catalunya.

## Descripció
Masia aïllada, situat a l'esquerra de la carretera de Maçanes (Gi-555). Edifici de planta rectangular amb planta baixa i pis, i coberta a dues vessants en teula àrab.
A la façana principal, a la planta baixa, destaca la porta d'entrada amb brancals de pedra i en arc deprimit còncau (actualment la llinda ha desaparegut fruit d'alguna reforma). A banda i banda de la porta, hi ha dues finestres amb brancals, llinda i ampit de pedra, la de la dreta de mida més petita.
Al pis hi ha tres finestres, totes amb llinda, brancals i ampit de pedra, excepte la de la dreta, que ha patit la mateixa sort que la porta d'entrada. La central a la part inferior té pedra monolítica col·locada en forma de creu.
A les cantonades hi ha cadenes realitzades amb grans carreus. La façana està treballada en maçoneria i està arrebossada i pintada. Al costat hi ha uns desaigües fets amb maó vist, i un pou.

## Història
Tot i que la seva estructura és pròpia del segle xvii, pot ser datada amb anterioritat en una altra ubicació: a la dreta de la carretera de Maçanes, poc abans d'arribar al turó de Sant Roc.
A principis del segle xx va passar a formar part, per compra, del patrimoni del Baró de Quadres, tot i que sempre va ser destinada a masoveria.